# キッド・クレオール&ザ・ココナッツ
キッド・クレオール&ザ・ココナッツ（Kid Creole and the Coconuts）は、アメリカの多民族音楽グループ。1980年にキッド・クレオールことオーガスト・ダーネルを中心に結成された。音楽性やメンバー構成、ズートスーツに身を包んだファッションはカールスモーキー石井並びに米米CLUBに多大なる影響を与えた。1993年には米米CLUBカバーアルバム『KC2 PLAYS K2C』を発表した。

## キッド・クレオール
1965年に兄のストーニー・ブラーダー・ジュニアと「The In-Laws」というバンドを結成し、音楽活動を開始する。その後、学業のためにバンドを解散。ホフストラ大学を経て、中学校で英語教師として教鞭をとる。
1974年、ストーニーと共にビッグバンドを結成。Dr. Buzzard's Original Savannah Bandとして1976年にメジャーデビューする。
1980年8月、芸名をエルビス・プレスリー主演映画「King Creole（邦題：闇に響く声）」にあやかって「Kid Creole（キッド・クレオール）」に改名、バンド名も「キッド・クレオール&ザ・ココナッツ」とする。